# 初咲里奈
初咲 里奈（うさき りな、1990年6月10日 - ）は、日本のAV女優、地下アイドル。
滋賀県出身。
2017年10月1日、初芽 里奈から初咲 里奈に改名。

## 略歴・人物
2009年に「桃井りん」の名前でAVデビュー。小柄で華奢な体型のロリ系AV女優。イメージビデオにも複数の名前で出演している。
2011年に「初芽里奈」へ改名。同年6月1日には新宿ニューアートでストリップにデビュー。ストリップに関しては2015年9月をもって事実上の引退をしている。
2017年10月1日からAV以外の活動は「初咲里奈」へ改名。AV活動ではエクセリアプロモーションに所属し、「満月ひかり」（みつき・ひかり）と改める。ただし、歌手、俳優業などそれ以外の活動のほうが多く、初咲里奈をメインの名義として使用している。
2021年5月5日、アイドルユニット「殲滅のディストピア」に加入することを発表。6月5日デビュー。同グループはソロ活動に力を入れるため、2022年2月をもって脱退した。
2023年1月1日、4月にデビューするアイドルグループ「ギャンビーノ×2」のメンバーとなることを発表。メンバーカラーは黄色を担当、5月5日のshinjuku ALTA iDOL SONICにてお披露目された。しかしメンバー間のスケジュール調整が困難になったため、10月15日のギャンフェスvol.6をもって活動を終了。
2024年5月31日、元ギャンビーノ×2のすずはらかのんとアイドルグループ「アマノガワプリンセス」を結成、7月7日デビュー。

## 人物
趣味は、読書。

## 出演作品

### アダルトビデオ

#### 「桃井りん」名義
- ザ・カメラテスト 67 入れるとですか? 激しか〜気持ちよか〜チョーやばか〜!! （7月8日＜レンタル＞／2010年6月25日＜セル＞、アテナ映像 オムニバス作品
- むかしを知っていれば、こんなにもエッチ♥ セーラー服 同窓会王様ゲーム 4 （7月9日、SODクリエイト）
- うぶな女学生のえっちな穴 （2009年8月11日、ゼットン）
- 睡眠ガスOLジャック 女子寮全員強姦ピストン （8月19日、CROSS）
- 幼姦 3 （8月25日、プラネットプラス）
- おはズボッ! カワイイ素人娘は即入るスペシャル ギャー太い〜熱い〜、私のアソコ低反発なの〜!! （9月25日＜レンタル＞／2010年9月24日＜セル＞、アテナ映像）　オムニバス作品
- ちびっこセックス （9月30日、JUMP）
- 喉の奥までチンポをくわえて感じる女に突然しゃぶられ無理矢理何度も抜かれちゃう僕 （10月1日、エッジ）　オムニバス作品
- 淫汁垂れ流しねっちょり指オナニー （10月10日、ラハイナ東海）　オムニバス作品
- タクシー運転手と女性客が二人きりの車内で （10月19日、無言/妄想族）　オムニバス作品
- 髪喰いレズ （10月22日、エフセット）
- 汗涎 全身接吻 熟娘レズ （10月26日、アイリング）
- 競水ペットショップ 5 （11月6日、RISING）　※「桃居りん」名義
- 変態窒息射精レポート Vol.05 （11月6日、RISING）　オムニバス作品　※「桃居りん」名義
- 初撮り百選 関西出身素人娘限定 1 （11月12日、ラストラス）　オムニバス作品
- GAL温泉 4 （11月13日、ゴーゴーズ）
- 羞恥病棟 小ばかにされる男たち （12月13日、アロマ企画）
- 濃紺ブル尻 1 （12月18日、RISING）　オムニバス作品　※「桃居りん」名義
- もっと大淫乱 イグイグイグイグイグ大乱交 （12月19日、乱丸）

- 激イキ!女子校生のディルドオナニー 〜女子校生のリアルなイキ顔〜 （1月22日、イーエックス）　オムニバス作品
- 女子校生のフェラテク向上委員会 〜唾液はダップリ先っぽは吸いながらチロチロ舐めるらしいよ〜 （1月22日、イーエックス）　オムニバス作品
- 姪っ娘風呂 2 （1月25日、十代）　オムニバス作品
- 乳首が異常に感じる少女達の自画撮り乳首オナニー 1 （1月31日、the WoRLd/下品屋）　オムニバス作品
- 中●性日記 （1月31日、the WoRLd/下品屋）
- 赤ちゃん おむつプレイの女子校生 おしゃぶりフェラ （2月5日、イーエックス）　オムニバス作品
- 部下の娘 〜パパの会社のおじさんにイタズラされて〜 （2月5日、スティルワークス）　オムニバス作品
- スクール水着の美少女は好きですか? （2月19日、セックスエージェント）　オムニバス作品
- フェラ・手コキで2回出されちゃった連続抜き （2月19日、イーエックス）　オムニバス作品
- いとこ風呂 16 （2月28日、JUMP）　オムニバス作品
- パンチラが見えちゃって勃起しちゃう僕は… （3月5日、イーエックス）　オムニバス作品
- 関東女子校MAP 黒タイツ編 （3月19日、ROOKIE）
- クチま○こ ゴックン （5月1日、AFRO FILM）　オムニバス作品　※「桃居りん」名義
- レッスンプロに成り済ましてゴルフ学級を開いたら、プロを夢見て頑張る「うぶゴルファー」の成長途中のオッパイやムチムチの太ももをおもいっきり触れて、スケベな指導しまくれた! （5月13日、Hunter）　オムニバス作品
- 近親相姦告白 親に内緒で兄妹猥褻温泉旅行 （5月21日、虎堂）
- 嫁の居ぬ間に○○しちゃった俺 3 （5月27日、AKNR）　オムニバス作品　※「桃居りん」名義
- 無毛女●買春オークション Ver.2 （6月4日、少女革命）
- 女子校生 とにかくお尻だけの2時間 （6月18日、イーエックス）　オムニバス作品
- ぶっかけ♪ロリータ 4 （6月24日、ミルキーキャット）
- 妹盗撮違法投稿集 （6月25日、I.B.WORKS）　オムニバス作品
- スク水ロリータ拘束立ち電マアクメ （7月9日、I.B.WORKS）　オムニバス作品
- 足の友 （7月12日、GW-VIDEO）　オムニバス作品　※「桃居りん」名義
- なかよし3人&hearts:レズラブストーリー （7月8日、LADY×LADY）
- 女子コーセーの極エロ丸見え正常位 （7月16日、セックスエージェント）　オムニバス作品
- 思春期直前のスイートな少女 （7月20日、十代）　オムニバス作品
- 小○生失禁オナニー盗撮 〜親族投稿民家オナニーコレクション〜 （7月31日、JUMP）　オムニバス作品
- 幼獄 6 （8月2日、First Star）
- 恥じらいのあしのうら vol.2 （8月5日、フリーダム）　オムニバス作品
- 羞恥心MAX 大切な人の目の前でアナルを犯される男達の悲劇 （8月5日、フリーダム）　オムニバス作品

#### 「初芽里奈」名義
- パイパン妹中出し近親相姦
- 制服日記 飼育されている女子○生 里奈

- 裸のペット ロリ系パイパン娘を飼う男の物語 初芽里奈
- ミクロ はつめちゃん 147cm
- 中出しされたロリソープ娘 初芽里奈
- パイパン美少女里奈 4時間総集編
- お兄ちゃんなら生中出ししてもいいよっ ぼくの妹・里奈 初芽里奈
- SJA 神聖 悲劇！！ 純情破壊禁断姦獄 初芽里奈

- 黒人レイパー少女野外レイプ（7月22日 I.B.WORKS）他出演　今浪そな

### イメージビデオ
- やっぱパイパンでしょ （2010年10月24日、イー・マーケティング）　※「葵かな」名義
- VIRGIN Returns V-6 （2011年9月25日、STUDIO PI）
- みこすりはん （2011年9月29日、オルスタクピクチャーズ）　※「新見リナ」名義
- まゆちゃん14歳の脱ぎたてＴバック入りDVD （2011年12月16日、スパークビジョン）　※「まゆ」名義
- 電マ地獄 （2011年12月24日、オルスタックピクチャーズ）　※「新見リナ」名義

## メディア出演

### テレビ
※ 「初芽里奈」名義
- 田村淳の地上波ではダメ!絶対!（2016年12月8日、BSスカパー!） #18「第2回エロ芸グランプリ」（女芸人、セクシーアイドル、グラビアアイドルと5名がエントリー）ENTRY No.3「マンブエ チューリップ」の芸でエロ芸グランプリ優勝。「人生初のトロフィー」と喜びを現した。

### 映画
- 人妻漂流　静寂のあえぎ（2016年11月4日、オーピー映画） - 杏子 役[9]
  - 静寂(しじま)に抱かれる女（2017年7月2日、OP PICTURES[10]） - 杏子 役
- おばちゃんの秘事 巨乳妻と変態妻なら?（2017年4月28日、Xces Film） - 飯田遥 役[11]
- プラネット・オブ・アメーバ（2018年12月22日、マメゾウピクチャーズ） - 水月あみ 役[12]

### オリジナルビデオ
- 48hours（2016年）[13]
- ドクターZERO 精神分析医　財前零子（2017年）[14]